# Sommières-du-Clain
Sommières-du-Clain är en kommun i departementet Vienne i regionen Nouvelle-Aquitaine i västra Frankrike. Kommunen ligger i kantonen Gençay som tillhör arrondissementet Montmorillon. År 2022 hade Sommières-du-Clain 738 invånare.

## Befolkningsutveckling
Antalet invånare i kommunen Sommières-du-Clain
| Referens: INSEE |